# Azuga
Azuga er en lille turistby i bjergene i distriktet Prahova  i den historiske region Muntenien, Rumænien med 3.901 (2021) indbyggere. Den ligger ved foden af Baiu-bjergene og indeholder flere skibakker, herunder den længste skiløjpe i Rumænien, Sorica.
Azuga, der engang var stærkt industrialiseret, indeholder en fabrik for flaskevand (en rest fra en bemærkelsesværdig ølfabrik, der bryggede Azuga Øl, der nu produceres andre steder i Rumænien på licens), en fabrik for mousserende vin, vinsmagning og overnatningssteder. 
Fra byen er der udsigt over Bucegi-bjergene fra gadeplan til toppen af Sorica-bjerget, hvortil der går en svævebane.
Azuga er et af de mest berømte bjergområder i Prahova-dalen. Indtil vinteren 2002 var Azuga kendt som en industriby. Efter denne dato blev byen omdannet til et feriested for at udnytte bjerglandskabet i Baiu-bjergene. Kort efter blev Sorica-pisten certificeret af International Ski Federation. I dag huser Azuga mange hoteller og vandrerhjem, der tilbyder overnatning til turister.